# Грецаго
Греца̀го (на италиански: Grezzago, на западноломбардски: Grasciàg, Грашаг) е малко градче и община в Северна Италия, провинция Милано, регион Ломбардия. Разположено е на 178 m надморска височина. Населението на общината е 2878 души (към 2010 г.).